# SchokoFair
„SchokoFair – Stoppt Kinderarbeit!“ engagiert sich seit Mitte 2010 gegen die Ausbeutung von Kindern in der Schokoladen-Produktion. Das Projekt wird ehrenamtlich von Schülern der Maria-Montessori-Gesamtschule Düsseldorf und der Integrierte Gesamtschule Melle betrieben. Die SchokoFair-Gruppe ist UNICEF-JuniorBotschafter des Jahres 2013.

## Allgemeines
Im Juli 2010 wurden die Schüler der Montessori-Hauptschule durch einen ARD-Bericht auf die Problematik aufmerksam, dass ein großer Teil der für die europäische Schokoladenindustrie gewonnenen Kakaobohnen unter Einbezug von Kinderarbeit und Kindersklaven geerntet wird.
Beinahe alle Süßwarenhersteller beziehen ihre Kakaobohnen überwiegend aus der Elfenbeinküste, wissend, dass Kinderarbeit bei den dortigen instabilen Verhältnissen an der Tagesordnung ist. Zehntausende Kinder werden entführt und als Sklaven für die Kakaobohnenernten an die Plantagen-Bauern verkauft.

## Tätigkeiten

### SchokoFair fordert von der Politik ein Schoko-TÜV Gesetz
Die Kinderinitiative SchokoFair wurde zweimal in den Bundestag eingeladen. SchokoFair stellte den Antrag für ein Schoko-TÜV Gesetz. möglichst auch für die EU. Alle Schokoladenfirmen werden darin verpflichtet, ihre Lieferketten lückenlos nachzuweisen und wenn Firmen in ihren Lieferketten Verletzungen der Menschenrechte (wie z. B. missbräuchliche Kinderarbeit) nachgewiesen werden kann, sieht das Gesetz Klagen und bei Verurteilungen Bestrafungen der Firmen vor. Der Parlamentarische Beirat für nachhaltige Entwicklung des Bundestages hörte die Schüler zu ihrem Gesetzesvorschlag an. Ihr Gesetzesvorschlag wurde jedoch nicht in die Beratungen des Bundestags aufgenommen, da man auf die freiwillige Selbstverpflichtung der Schokoladenfirmen setzt, die Menschenrechte zu achten. Auch versprach man sich durch die Unterstützung nachhaltig zertifizierter Schokoladen (Fairtrade, UTZ, Rainforest Alliance) die Armut der Kakaobauern und ihrer Kinder zu beseitigen.

### Forum nachhaltiger Kakao
Bundesminister Gerd Müller erklärte den Schokofairs, dass er das Forum Nachhaltiger Kakao für einen „Schoko-TÜV“ hält. Daraufhin wurden die Schokofairs Mitglied im Forum und arbeiten dort als einzige Kinderinitiative in der Gruppe der Zivilgesellschaft mit.
Dank ihrer Mitwirkung im Forum Nachhaltiger Kakao, konnten die Schokofairs die erste Kinderrede auf einem Weltkakaokonferenz im April 2018 in Berlin halten, die große Beachtung fand. Sie erreichten, dass auf dem Kongress die Bekämpfung der missbräuchlichen Kinderarbeit zu einem Hauptthema wurde.

### Sternfahrt für Kinderrechte
Anlässlich des Weltkakaokongresses führte Schokofair eine Sternfahrt für Kinderrechte durch. Bei der Kundgebung vor dem Kongressort beteiligten sich 200 Kinderdelegierte aus sieben Schulen und drei Bundesländern.

### Weitere Tätigkeiten
Die Schüler der SchokoFair-Gruppe sammeln im Rahmen ihres Projekts seit 2010 Unterschriften, mit dem Ziel, diese in einer Presseaktion dem Bundesverband der Deutschen Süßwarenindustrie zu übergeben. Weiterhin betreiben die Schüler eine Webseite und nutzen Social-Media-Kanäle zur Aufklärung, produzierten eine eigene Radiosendung, leisten Presse- und Aufklärungsarbeit und machen mit Protestaktionen auf das Thema aufmerksam.

## Unterstützung

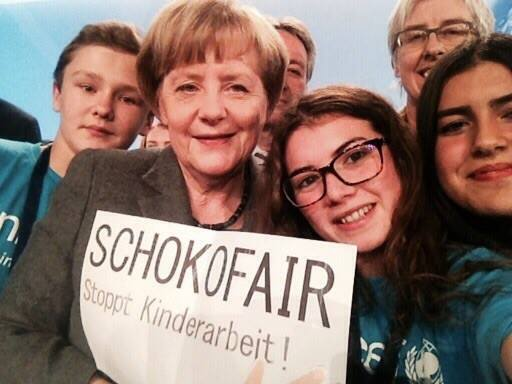
Angela Merkel solidarisiert sich mit einem Selfie mit den Anliegen des SchokoFair-Projektes.

Inka Bause und Wolfgang Niedecken unterstützen SchokoFair seit seiner Anfangszeit und stehen als Paten an der Seite des SchokoFair-Projekts.
Zudem solidarisieren sich zahlreiche Prominente mit den Forderungen von SchokoFair, unter ihnen Richard Gere, Bundeskanzlerin Angela Merkel, Helmut Schmidt, Bundes-Entwicklungsminister Gerd Müller, Dirk Nowitzki, Anke Engelke, Joachim Król, Ben, Willi Weitzel, Mehmet Kurtuluş, Moritz Zielke, Eckart von Hirschhausen, Thomas Geisel und Bundesjustizministerin Katarina Barley.
Ferner erfuhr das Projekt in den Jahren 2013/2014 eine regelmäßige Begleitung durch KiKa, den Kinderkanal von ARD und ZDF.

## Auszeichnungen
Das SchokoFair-Projekt wurde mehrfach für das soziale Engagement ausgezeichnet. So erhielt es im Januar 2011 den „AWO-Kinderschutzpreis“, im Februar 2012 den „Düsseldorfer Schulpreis der Westdeutschen Zeitung“ und im September 2012 eine besondere Anerkennung des „WDR-Kinderrechtepreises 2012“. Zudem gewannen die Schüler im März 2013 mit ihrem selbst gedrehten Film Nur 2 Cent den ersten Platz im bundesweiten Wettbewerb „Kid-Witness-News“ von Panasonic und vertraten Deutschland im internationalen Kid-Witness-News-Wettbewerb,  wurden vom KiKA im Jahr 2014 als "Zukunftsmacher" ausgezeichnet, wurden mit dem FairTrade-Award 2014 ausgezeichnet, wurden als Düsseldorfer des Jahres 2014 gewählt und gewannen den 1. Preis der Goldenen Göre des Deutschen Kinderhilfswerks 2018.
Die bislang bedeutendste Auszeichnung erhielten die Schüler im Juni 2013: Die SchokoFair-AG erzielte bei der Preisverleihung in Frankfurt den ersten Platz und ist somit „UNICEF JuniorBotschafter 2013“.